# Deniz Akbulut
Deniz Akbulut (bürgerlich Mukaddes Akbulut; * 4. April 1960 in Istanbul) ist eine türkische Schauspielerin.

## Leben und Karriere
Akbulut wurde am 4. April 1960 in Istanbul geboren. Bereits im Alter von 13 Jahren war sie im Theater zu sehen. Ihr Debüt gab sie 1976 in dem Film Yirmidört Saat. Zu ihren bekannten Filmen zählen Ya Ya Ya Şa Şa Şa, Baba Kartal, Yıkılmışım Ben, Kader Arkadaşı und Haram Oldu. Ihr letzter Film war Çöpten Kalpler, danach zog sie sich aus der Schauspielbranche zurück.
Neben ihrer Schauspielkarriere war Akbulut auch als Model tätig.

## Filmografie (Auswahl)
- 1976: Yirmidört Saat
- 1977: 'Baba Ocağı
- 1978: Baba Kartal
- 1979: Kanun Gücü
- 1981: Aşk Pınarı
- 1981: Dört Kardeşe Dört Gelin
- 1981: Harman Sonu
- 1983: Günahkar
- 1984: Acı
- 1985: Haram Oldu
- 1985: Ya Ya Ya Şa Şa Şa
- 1985: Kaderi Zorlama
- 1985: Kul Feryadı
- 1985: O Kadınlardan Biri
- 1987: Sarışınım / Yaşamak Haram Oldu
- 1999: Sınır
- 2008: Çöpten Kalpler